# José Manuel Beirán
José Manuel Beirán Lozano (León, 7 de febrero de 1956) es un exjugador de baloncesto y psicólogo español. Es padre del también jugador de baloncesto Javier Beirán. Fue uno de los integrantes del equipo nacional que ganó la medalla de plata en los Juegos Olímpicos de Los Ángeles 1984.

## Trayectoria
Se inicia en el Instituto Padre Isla de su León natal, después jugaría en las categorías inferiores del Real Madrid, jugando en el equipo vinculado  Vallehermoso OJE, después jugaría en el CB Valladolid y se podría hacer un hueco en el Real Madrid, aunque una lesión grave propicia una cesión en el CB Inmobanco, y otra vuelta al equipo merengue donde gana varios títulos. Sus últimos equipos como profesional serían el Caja Madrid, equipo en el que jugó su mejor baloncesto y con el que consiguió la internacionalidad por España y la famosa  plata en Los Ángeles 1984, CB Valladolid de nuevo y Tenerife N.º 1. Como jugador su virtud más evidente era el tiro exterior. Después de retirarse se dedicaría a la psicología.

## Equipos
- 1974-1975 Real Madrid
- 1976-1977 CB Valladolid
- 1978-1980 Real Madrid
- 1980-1981 Vallehermoso Madrid
- 1982-1983 Real Madrid
- 1983-1986 CD Cajamadrid
- 1986-1987 CB Valladolid
- 1988-1990 Tenerife N.º 1

## Palmarés
- 3 Liga española  (1975,  1979, 1980)
- 1 Copas de España (1975)
- 1 Copa de Europa: (1980).
- Medalla de Plata en los JJ. OO. de Los Ángeles 1984.

## Vida personal
Junto con su hijo Javier Beirán, es una de las cinco sagas, padre e hijo en ser internacionales por España. Las otras tres son Josep Maria Jofresa y sus hijos Rafael Jofresa y Tomás Jofresa, Pepe Laso y Pablo Laso y Josep Maria Soler y Jordi Soler y Santi Aldama y Santi Aldama.